# Le Secret du loch Ness
Le Secret du loch Ness est une série télévisée d'animation française en treize épisodes de 26 minutes, réalisée par Xavier Giacometti, produite par C&D et AGE et diffusée à partir du 3 septembre 1997 sur TF1 dans l'émission TF! Jeunesse.

## Synopsis
Deux frères et une sœur qui vivent au bord du célèbre lac écossais sont amis avec les Nessis, monstres sympathiques qui hantent le Loch Ness. Dans chaque épisode, une chanson est interprétée par un personnage animé. Chaque Nessis a une syllabe « Ness » à son prénom. Le secret des Nessis doit rester secret.

## Personnages
Humains :
Halsey McJoy : un frangin
Hayden McJoy : un frangin
Hannah McJoy : une frangine
Sir Angus Prize : le fantôme
Mr. McJoy : le père qui cherche à dévoiler l’existence des nessis mais cela échoue de ses tentatives.
Les bons nessis :
Happy Ness
Kind Ness
Lovely Ness
Silly Ness
Cool Ness
Bright Ness
Brave Ness
Smart Ness
Loud Ness
Creative Ness
Sad Ness
Elliot Ness
Rich Ness
Helpful Ness
Cute Ness
Glad Ness
Reckless Ness
Gorgeous Ness
Sweet Ness
Forget Ness
Angry Ness
Hopeless Ness
Outrageous Ness
Useful Ness
Les Mauvais nessis :
Pompous Ness
Selfish Ness
Bad Ness
Devious Ness
Sneaky Ness
Mean Ness
Dark Ness

## Récompenses
Cette série a reçu deux prix aux États-Unis dont le « Seal of Quality » du journal USA Today.

## Épisodes
1. There's a World of Nessies
2. Circle of De-light
3. A Surprise for Sir Prize
4. It's Not Bad to Be Sad
5. No Time for Silly Ness
6. S.U.R.F.'s Up
7. Courangeous Outrageous
8. Money Can't Buy Happyness
9. Sneak Attack
10. Jewel of the Pool
11. Time is of the Nessence
12. Stand Tall, No Matter How Big or Small
13. Spread a Little Happy Ness